# Zero’s Tea Time
Zero’s Tea Time (japanisch 名探偵コナン ゼロの日常 Meitantei Konan Zero No Tī Taimu) ist eine Mangareihe von Takahiro Arai, die seit 2018 veröffentlicht wird. Sie ist ein Ableger der Serie Detektiv Conan von Gosho Aoyama und dreht sich um Rei Furuya, der drei Leben führt: Als Polizist, Detektivlehrling und Café-Aushilfe sowie als Agent der kriminellen Schwarzen Organisation. Zum Manga wurde 2022 eine Adaption als Anime veröffentlicht.

## Inhalt
Toru Amoru arbeitet als Aushilfe im Café Poirot unter der Detektei des berühmten Detektiv Kogoro Mori. Bei ihm geht er auch in die Lehre. Ohne dass es seine Chefin Azusa Enomoto oder Mori weiß, ist Amoru auch noch unter dem Namen Rei Furuya als Sicherheitspolizist beschäftigt und dabei Vorgesetzter des deutlich älteren Polizisten Yuya Kazami, dem er immer wieder mit Tipps zur Seite stehen muss. Und verborgen von alledem ist er unter dem Decknamen Bourbon ein Agent der Schwarzen Organisation, über die er mit der gutaussehenden Vermouth Kontakt hält. Die Aufträge für die Organisation, Einsätze mit der Polizei und seine alltägliche Arbeit lasten den jungen Mann voll aus, der aber dennoch Zeit findet, sich fit zu halten und den Menschen in seiner Umgebung zumindest ein Stück weit voraus zu sein. Die Arbeit im Café ist noch die entspannte Seite seiner Tage, während er als Agent die gefährlichsten Aufgaben hat und dabei versucht, selbst gegen die Organisation vorzugehen, wegen der ein früherer Kollege bei der Polizei ums Leben kam.

## Veröffentlichung
Der Manga erscheint seit Mai 2018 im Magazin Shōnen Sunday. Dessen Verlag Shogakukan veröffentlicht die Kapitel auch gesammelt in bisher sechs Bänden. Der erste der Bände verkaufte sich in den ersten fünf Wochen über 400.000 Mal und gelangte schließlich mit über 520.000 Verkäufen auf Platz 42 der meistverkauften Bände des Jahres 2018. Der zweite Band erreichte noch 350.000 verkaufte Exemplare in den ersten vier Wochen nach Veröffentlichung.
Eine deutsche Übersetzung von Josef Shanel erscheint seit Januar 2021 bei Egmont Manga in bisher sechs Bänden. Auf Italienisch wird die Serie von Edizioni Star Comics verlegt.

## Animeserie
Bei 1st Studio und TMS Entertainment entstand in Koproduktion mit Netflix eine Adaption des Mangas in Form einer Anime-Serie mit sechs je 15 Minuten langen Folgen. Das Drehbuch schrieb Yoshiko Nakamura und Regie führte Tomochi Kosaka. Das Charakterdesign entwarf Kyōko Yoshimi und die künstlerische Leitung lag bei Hiroshi Katō und Izumi Hoki. Die verantwortlichen Produzenten waren Emi Satou, Hiroya Nakata, Kiyoaki Terashima und Shūhō Kondō.
Im Oktober 2021 wurde der Anime erstmals angekündigt. Die Serie wurde vom 4. April bis 10. Mai 2022 von den Sendern Tokyo MX, Yomiuri TV und BS-4 in Japan gezeigt. Parallel erfolgte die Veröffentlichung bei Netflix weltweit in diversen Synchronfassungen, darunter auch auf Deutsch.

### Synchronisation
Die deutsche Synchronfassung entstand bei Oxygen Sound Studios.
| Rolle                 | Japanische Stimme (Seiyū) | Deutsche Stimme     |
| --------------------- | ------------------------- | ------------------- |
| Rei Furuya/Tōru Amuro | Tōru Furuya               | Konrad Bösherz      |
| Azusa Enomoto         | Mikiko Enomoto            | Bettina Dawn Kenney |
| Yuya Kazami           | Nobuo Tobita              | Peter Flechtner     |
| Vermouth              | Mami Koyama               | Melanie Hinze       |

### Musik
Die Musik der Serie komponierte Tomisiro. Das Vorspannlied ist Shooting Star von Rakura und als Abspanntitel verwendete man Find the truth von Rainy。.